# Komm, bleib bei mir
Komm, bleib bei mir (Originaltitel: Come Live with Me) ist ein US-amerikanischer Liebesfilm aus dem Jahr 1941. Unter der Regie von Clarence Brown sind James Stewart und Hedy Lamarr in den Hauptrollen zu sehen. Als Vorlage diente eine Geschichte von Virginia Van Upp.

## Handlung
Das Visum einer jungen Frau, die, nach dem politischen Mord an ihrem Vater ebenfalls bedroht, aus ihrer österreichischen Heimat in die Vereinigten Staaten fliehen musste, ist abgelaufen. Ihr Verehrer, der verheiratete New Yorker Verleger Barton Kendrick, sucht sie eines Abends in ihrem Apartment auf. Er hofft auf eine gemeinsame Zukunft mit Johnny Jones, wie sich die Frau inzwischen nennt, doch ein Beamter der Einwanderungsbehörde trifft ebenfalls ein. Johnny soll schon am nächsten Morgen ausgewiesen werden. Der Beamte zeigt jedoch Mitgefühl und gibt ihr eine Woche Zeit, einen Amerikaner zu heiraten, um in den Staaten bleiben zu können. Noch am selben Abend lernt Johnny den mittellosen Schriftsteller Bill Smith kennen. In einem Taxi fahren sie zu Bills Haus, wo Johnny ihm den Vorschlag macht, eine Scheinehe mit ihr einzugehen. Sie würde so ihrer Ausweisung entgehen und ihm im Gegenzug jeden Monat einen Scheck ausstellen. Entschlossen ihr das Geld eines Tages zurückzuzahlen, lässt sich Bill schließlich darauf ein.
Zwei Monate Ehe sind nunmehr vergangen. Bill schreibt an einem neuen Roman, für den seine Scheinehe mit Johnny als Inspirationsquelle dient. Johnny trifft sich derweil mit Kendrick, der sich von seiner Frau Diana scheiden lassen will und so innerhalb von sechs Wochen für Johnny frei wäre. Als Johnny Bill den nächsten Scheck bringt, teilt sie ihm mit, dass sie die Scheidung wolle. Bill, der gehofft hatte, sie näher kennenzulernen, schickt daraufhin sein Manuskript an verschiedene Verlage. Diana Kendrick ist von seiner Geschichte sofort begeistert und empfiehlt sie ihrem Mann. Kendrick erkennt Johnny und sich selbst in Bills Manuskript wieder und will daher den jungen Autor unbedingt kennenlernen. In seinem Büro versucht er Bill zu überreden, bei seinem Roman auf ein Happy End zu verzichten und die Protagonistin zu ihrem wohlhabenden Verehrer zurückkehren zu lassen. Beide Männer geraten darüber in Streit. Diana jedoch, die ihren Mann durchschaut hat, besänftigt sie und bringt Kendrick dazu, Bills Roman zu veröffentlichen und ihm 500 Dollar als Honorar zu zahlen.
Bill fährt anschließend zu Johnny und gibt ihr das Geld zurück, das sie ihm seit ihrer Trauung an Unterhalt gezahlt hat. In die Scheidung wolle er jedoch nur unter der Bedingung einwilligen, dass Johnny mit ihm aufs Land fährt und sie sich endlich näher kennenlernen. Insgeheim hofft er, Johnnys Herz dabei für sich zu gewinnen. Unterwegs machen sie Halt in einer Bar, von wo aus Johnny Kendrick anruft, der sie umgehend nach New York zurückholen will. Bill fährt Johnny zum Haus seiner Großmutter und stellt der betagten Frau seine Begleitung als Miss Jones vor, wofür Johnny ihm sehr dankbar ist. Am Abend wiederum zeigt sich Bill dankbar, dass sie ihn zu seinem Roman inspiriert hat. Als er ihr auf der Veranda einen Kuss gibt, zieht sich Johnny verwirrt ins Haus zurück. Sie will im Gästezimmer gerade zu Bett gehen, als Bill an ihre Tür klopft und unter einem Vorwand versucht, noch etwas Zeit mit ihr zu verbringen. Johnny durchschaut jedoch sein Manöver und lässt ihn erneut abblitzen. Sie gehen in ihren nebeneinander liegenden Zimmern zu Bett. Die Wand, die ihre Zimmer trennt, reicht nicht ganz zur Decke, weshalb Johnny Bill zuruft und ihm sagt, dass er an diesem Tag sehr nett gewesen sei. Neue Hoffnung schöpfend, rezitiert Bill ein Liebesgedicht. Gerührt von seinen Worten, gibt ihm Johnny mit einer Taschenlampe Leuchtzeichen. Bill will nun erneut zu ihr gehen, Kendrick jedoch trifft ein und will mit Johnny zurück nach New York fahren. Wütend über das Eintreffen seines Rivalen und überzeugt, dass Johnny Kendrick gebeten hatte, seinen Roman herauszubringen, zieht sich Bill in sein Zimmer zurück. Er glaubt, Johnny habe ihn verlassen, als er durch das Fenster Kendricks Wagen davonfahren sieht. Doch Johnny, die sich inzwischen über ihre Gefühle zu Bill klar geworden ist, gibt ihm erneut Leuchtzeichen und erwidert daraufhin glücklich seinen Kuss.

## Hintergrund
Der Film wurde nach dem Gedicht Come Live with Me von Christopher Marlowe benannt, das 1599 erstmals in The Passionate Pilgrim veröffentlicht worden war und im Film von James Stewart vorgetragen wird. Gedreht wurde vom 7. Oktober bis 30. November 1940. Für die Filmbauten der MGM-Produktion war Cedric Gibbons verantwortlich, die Ausstattung übernahm Edwin B. Willis, während Adrian die Kostüme entwarf. Mit Ende 70 machte Adeline De Walt Reynolds in Komm, bleib bei mir ihr Filmdebüt als James Stewarts Großmutter.
Komm, bleib bei mir feierte am 29. Januar 1941 in Los Angeles Premiere und ging zwei Tage später in den US-amerikanischen Verleih. In Deutschland wurde der Film erstmals am 21. Februar 1988 von der ARD im Fernsehen gezeigt.

## Kritiken
Das Lexikon des internationalen Films bezeichnete Komm, bleib bei mir als „[r]outiniert inszenierte Komödie vor realistischem Hintergrund, die vor allem am ausdruckslosen Spiel der Hauptdarstellerin leidet“. „Echt charmant“ war der Film hingegen für Cinema. Prisma wies darauf hin, dass Hedy Lamarr im Film „besonders schön und liebenswürdig“ sei. Clarence Brown habe „bei dieser ‚Green Card‘-Story mit leichter Hand Regie“ geführt, was auch der „spürbare[n] Spielfreude der Darsteller“ entspreche.

## Deutsche Fassung
Die deutsche Synchronfassung entstand 1987 bei der Bavaria Film Synchron in München.
| Rolle           | Darsteller               | Synchronsprecher  |
| --------------- | ------------------------ | ----------------- |
| Bill Smith      | James Stewart            | Sigmar Solbach    |
| Johnny Jones    | Hedy Lamarr              | Eva Kinsky        |
| Barton Kendrick | Ian Hunter               | Klaus Guth        |
| Diana Kendrick  | Verree Teasdale          | Christa Berndl    |
| Joe Darsie      | Donald Meek              | Leo Bardischewski |
| Barney Grogan   | Barton MacLane           | Horst Sachtleben  |
| Großmutter      | Adeline De Walt Reynolds | Maria Landrock    |
| Kellner         | Frank Faylen             | Walter Reichelt   |